# De overbelichte despoot
De overbelichte despoot (ondertitel: Een radiosatire) is een hoorspel van G.A.M. Eickholt. Het werd in opdracht van de KRO geschreven ten gevolg van het 40-jarig jubileum. De KRO zond het uit op zondag 28 november 1965. De regisseur was Willem Tollenaar. De uitzending duurde 55 minuten.

## Rolbezetting
- Dolf de Vries (de kroniekschrijver)
- Wim van den Heuvel (Pedro VII, de overbelichte despoot)
- Anne Wil Blankers (Olivia, zijn aanstaande)
- Jan Borkus (Garcia, de eerste minister van Warmenië)
- Jos van Turenhout (de minister van oorlog)
- Maarten Kapteijn (de minister van financiën)
- Guus Verstraete (generaal Karkas)
- Louis de Bree (de Grootordebewaarder)
- Wam Heskes (prof. Silvino, specialist voor endocriene klieren)
- Fé Sciarone (Sylvia Sylvano do Corona y Morena)
- Herman van Eelen (een reporter & de minister van handel)
- Hans Veerman (een lakei)
- Han König (de minister van buitenlandse zaken)

## Inhoud
Het stuk speelt in een verzonnen koninkrijk waar een jonge, niet al te snuggere koning door middel van een soort hersenspoeling wat meer handelingsbekwaamheid zal worden bijgebracht. Maar door een storing in de apparatuur mislukt de behandeling in zoverre dat de jonge koning wordt opgescheept met meer gezond verstand dan z’n kabinet, z’n officieren en z’n onderdanen kunnen verdragen. Zijn pogingen tot hervorming mislukken door de domheid of onbetrouwbaarheid van zijn omgeving. Zonder aanzien des persoons op zoek naar het welzijn van allen moet hij ontdekken dat het algemeen belang altijd een compromis is tussen de persoonlijke belangen van zovelen. Dat wordt hem ook geleerd van het meisje van wie hij gaat houden. Helaas, een happy end is Pedro VII en zijn Olivia niet beschoren. Wel volgt Olivia de jonge koning trouw en standvastig tot aan het onthutsende einde…